# Óxido de plata
El óxido de plata (I) es el compuesto químico de la fórmula Ag2O. Es un fino polvo negro o café oscuro, usado para preparar otros compuestos de plata.

## Preparación

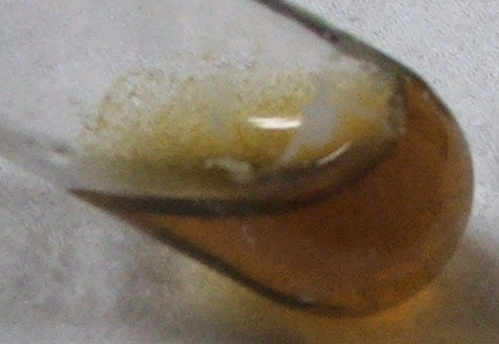
Óxido de plata(I) producido al reaccionar hidróxido de litio con una solución muy diluida de nitrato de plata

El óxido de plata está disponible comercialmente. Puede prepararse fácilmente combinando disoluciones acuosas de nitrato de plata y un hidróxido alcalino. Cabe destacar el hecho de que esta reacción no aporta una cantidad apreciable de hidróxido de plata debido a la siguiente reacción energéticamente favorable:
2 AgOH → Ag2O + H2O (pK = 2.875)

## Estructura y propiedades
Al igual que la mayoría de los óxidos binarios, el Ag2O es un polímero tridimensional con un enlace covalente uniendo el metal con el óxido. Es isoestructural con el Cu2O, es decir que comparten la misma estructura, por lo cual se espera que el Ag2O sea insoluble en todos los solventes, excepto mediante una reacción. Además es evidente que es soluble en soluciones acuosas debido a la formación del ion Ag(OH)2– y posiblemente se relaciona con productos de hidrólisis. Se disuelve en una solución de hidróxido de amonio produciendo derivados solubles.
Un compuesto acuoso de Ag2O es inmediatamente atacada por ácidos:
Ag2O + 2 HX → 2 AgX + H2O
Donde HX es igual a HF, HCl, HBr, HI o HO2CCF3. También reacciona con soluciones de cloruros alcalinos para precipitar cloruro de plata, dejando una solución al correspondiente hidróxido alcalino. El óxido de plata es fotosensible, y se descompone a temperaturas por encima de 280 °C.

## Aplicaciones
Comercialmente, el óxido de plata se usa en las baterías de óxido de plata. En química orgánica es usado como un leve agente oxidante, por ejemplo, oxida aldehídos en ácidos carboxílicos. Tales reacciones con frecuencia funcionan mejor si el óxido de plata es preparado in situ a partir de nitrato de plata e hidróxido alcalino.